# 南灣隧道
南灣隧道（英語：Nam Wan Tunnel）是香港一條行車隧道，位於青沙管制區範圍，全程1.2公里，為一條雙程三線分隔雙管隧道，隧道內每隔100米有火警逃生門，共12道相連逃生門，隧道人員獲授權執行《青沙管制區條例》。隧道穿越青衣島青衣山，連接青衣西部西草灣及東南部南灣角，直接接駁昂船洲大橋。行政大樓位於南灣隧道西行出口（西機樓）下方的地面，須經限制道路（Ramp R）前往。
南灣隧道是青衣島上除長青隧道外另一條不收費的行車隧道，隧道早於2005年2月25日貫通，其連接路則於2008年9月14日落成，2009年12月20日與昂船洲大橋一併通車。城巴六
條機場巴士線A10、A11、A12、A17、A22、A23亦由2010年1月31日起獲運輸署批准改行此隧道。
2009年11月15日通車前，公益金在昂船洲大橋和南灣隧道舉行百萬行。

## 使用情況
在2019年日平均車流量達55,040架次。
| 年   | 日平均流量 |
| ---- | ---------- |
| 2018 | 54,280     |
| 2019 | 55,040     |

## 圖集

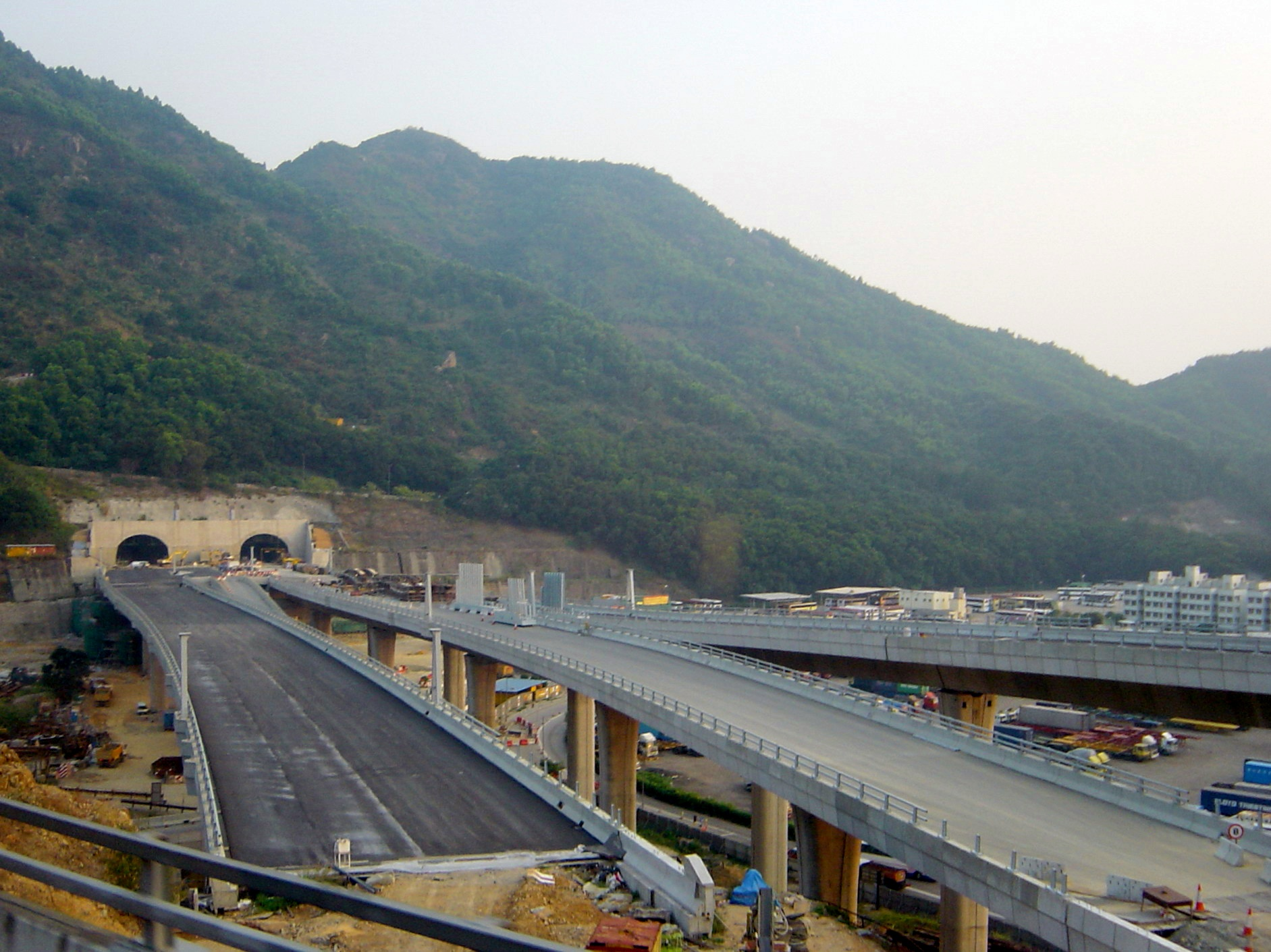
建築中的八號幹線長沙灣至青衣段（南灣隧道青衣西出口，攝於2006年12月）
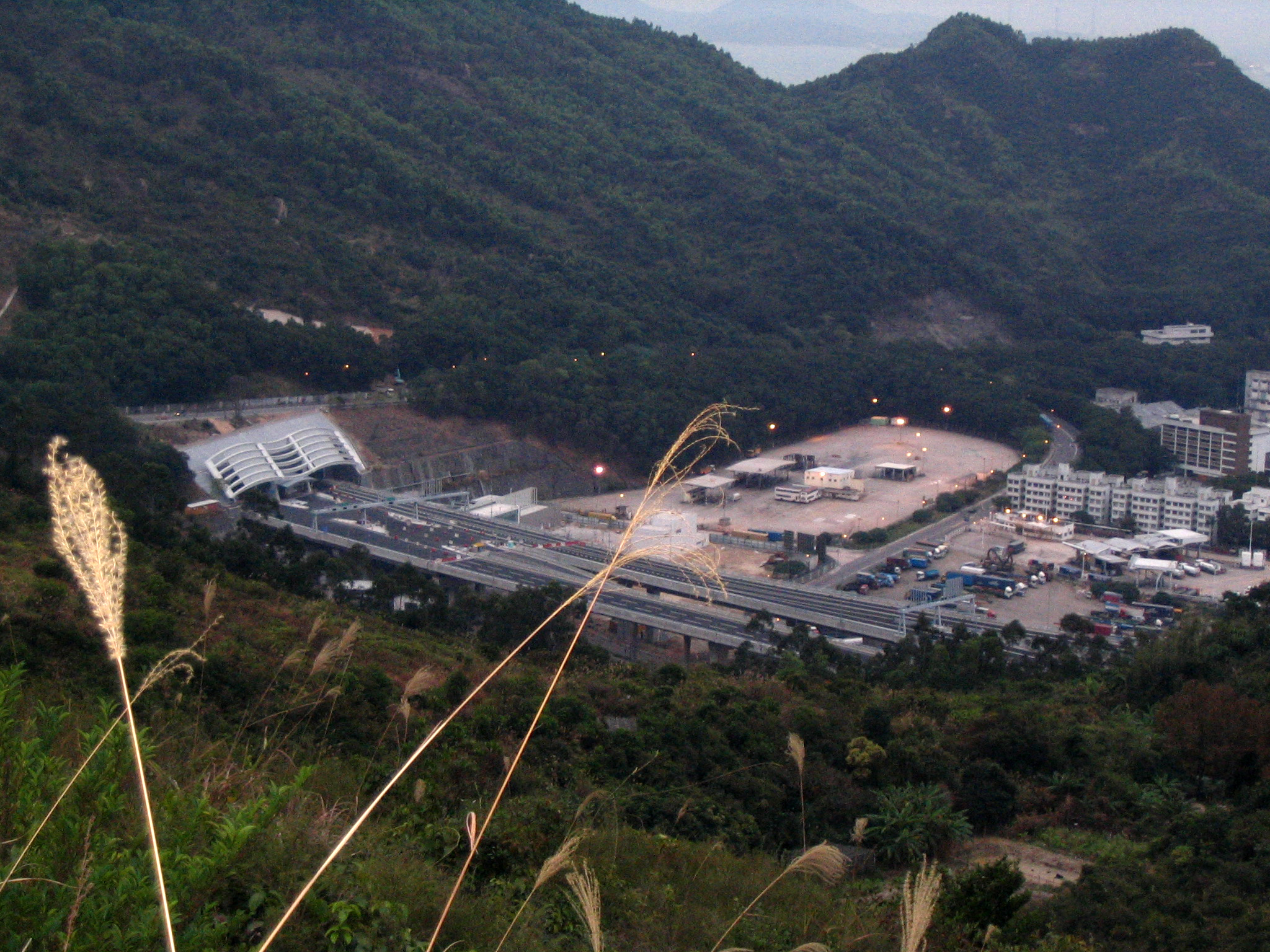
鳥瞰南灣隧道西草灣入口

## 外部連結
- 南灣隧道貫通代表8號幹線工程的新里程
- 八號幹線–南灣隧道及青衣西高架道

| 论 编 | 香港8號幹線 |  |
| |             |  |
| 青沙公路（包括南灣隧道、昂船洲大橋、尖山隧道、沙田嶺隧道及大圍隧道） – 長青公路 – 青衣西北交匯處 – 青嶼幹線（包括汲水門大橋、馬灣高架道路、青馬大橋） – 北大嶼山公路 |             |  |
| |             |  |

| 论 编 | 青沙管制區 |  |
| |            |  |
| 青衣西北交匯處 - 長青公路 - 青沙公路（包括西青衣高架道路、南灣隧道、東青衣高架道路、昂船洲大橋、昂船洲高架道路、荔枝角高架道路、尖山隧道、青沙公路轉車站、沙田嶺隧道及大圍隧道） |            |  |